# Leucotina ampulla
Leucotina ampulla is een slakkensoort uit de familie van de Amathinidae. De wetenschappelijke naam van de soort is voor het eerst geldig gepubliceerd in 1961 door Saurin.